# Keep Holding On
"Keep Holding On" é uma canção da cantora canadense Avril Lavigne, tema do filme Eragon, de 2006. Foi escrito por Lavigne e Lukasz Gottwald. Está presente no terceiro álbum de Lavigne, The Best Damn Thing. A canção foi lançada na trilha sonora oficial do filme e no CD oficial dos Jogos Olímpicos de 2008. No site About.com descreveu o hit com assuntos relacionados com a perseverança e sobrevivência de obstáculos no caminho. "O conteúdo pode parecer um pouco superficial, mas com a complexidade não é necessário para um tema do filme eficazes", diz Bill Lamb crítico do site. O música recebeu premiação de Disco de Platina nos EUA, pelo um milhão em vendas de acordo com a RIAA, e no Canadá pelos 20 mil downloads pagos, segundo a Music Canada.

## Faixas
| Keep Holding On |                   |                               |         |  |
| N.º             | Título            | Compositor(es)                | Duração |  |
| 1.              | "Keep Holding On" | Avril Lavigne/Lukasz Gottwald | 4:02    |  |

| Keep Holding On(2 Track) |                          |                               |         |  |
| N.º                      | Título                   | Compositor(es)                | Duração |  |
| 1.                       | "Keep Holding On"        | Avril Lavigne/Lukasz Gottwald | 4:02    |  |
| 2.                       | "Suggested Callout Hook" | Avril Lavigne                 |         |  |

## Desempenho dosingle
| Chart (2006–07)                                  | Maior posição |
| ------------------------------------------------ | ------------- |
| Austrália Digital Singles Chart                  | 5             |
| Brasil (ABPD)                                    | 13            |
| Canadá (Canadian Hot 100)                        | 14            |
| Chéquia Rádio Top 100 (IFPI)                     | 27            |
| Roménia Romanian Top 100                         | 51            |
| Eslovênia Rádio Top 100 (IFPI)                   | 9             |
| Reino Unido UK Singles (Official Charts Company) | 175           |
| Estados Unidos (Billboard Hot 100)               | 17            |
| Estados Unidos (Billboard Adult Contemporary)    | 27            |
| Estados Unidos (Billboard Adult Top 40)          | 3             |
| Estados Unidos (Billboard Mainstream Top 40)     | 18            |
| Chart (2011)                                     | Maior posição |
| UK Singles (Official Charts Company)             | 141           |

### Paradas anuais
| País/Parada musical                             | Melhor posição |
| ----------------------------------------------- | -------------- |
| Estados Unidos - Radio+Records Airplay - Hot AC | 21             |
| Dinamarca - IFPI Dinamarca                      | 50             |
| Estados Unidos Billboard Hot 100                | 64             |
| Brasil - Top 100 Songs of 2007                  | 98             |

### Vendas e certificações
| País                  | Certificação | Vendas     |
| --------------------- | ------------ | ---------- |
| Estados Unidos - RIAA | Platina      | 1.600,000+ |
| Canadá - Music Canada | Platina      | 20,000+    |

## Versão deGlee
Foi feito um cover da canção "Keep Holding On" de Avril Lavigne, da trilha sonora oficial de um episódio da série dos EUA produzida pela 20th Century Fox nomeado "Glee", A música chegou na parada da Billboard Hot 100 na posição 56º, 26ª na Digital Songs nos EUA e 58º no Canadian Hot 100 no Canadá.
O jornal dos EUA, Los Angeles Times, fez um Ranking das 10 melhores apresentações da série, no qual a performançe com a música "Keep Holding On", ficou em décimo lugar. E disse que a música foi "alimentada" pela torcida que estava presente. E que o grupo é o melhor que se apresentou.